# Baby Fae
Stephanie Fae Beauclair (14 tháng 10 năm 1984 –15 tháng 11 năm 1984), thường được gọi là Baby Fae, là một trẻ sơ sinh người Mỹ sinh vào năm 1984 mắc phải hội chứng giảm sản tim trái. Bé gái này đã trở thành bệnh nhi đầu tiên của phẫu thuật ghép dị chủng và là ca ghép tim thành công đầu tiên trên trẻ sơ sinh, với trái tim từ một con khỉ đầu chó. Mặc dù em qua đời chỉ trong vòng 1 tháng sau ca ghép, nhưng em đã sống được thêm nhiều tuần lâu hơn những người được ghép tim từ loài không phải người trước đó.

## Phẫu thuật
Tiến trình phẫu thuật do Leonard L. Bailey của Trung tâm Y tế Đại học Loma Linda thực hiện thành công, nhưng Fae chết 21 ngày sau đó do suy tim gây ra bởi thải ghép. Sự thải ghép được cho là do phản ứng miễn dịch dịch thể chống lại mô ghép, bởi vì Fae mang nhóm máu O do đó đã tạo kháng thể chống lại nhóm máu AB của vật ghép khác loài. Việc nhóm máu không tương thích được biết là không thể tránh: ít hơn 1% khỉ đầu chó mang nhóm máu O, và trung tâm y tế Loma Linda chỉ có bảy con khỉ đầu chó cái có sẵn để lấy tim, mà tất cả đều mang nhóm máu AB.
Người ta hi vọng rằng một ngày nào sau đó có thể ghép được tim từ người cho em trước khi cơ thể của Fae bắt đầu tạo ra isohaemagglutinin, nhưng lúc đó không thể kiếm được một người cho phù hợp. Trước cuộc phẫu thuật, chưa từng có trẻ sơ sinh nào được thực hiện ghép tim thành công—kể cả với tim người—do thiếu tim trẻ sơ sinh. Để giải quyết vấn đề này, Bailey đã trở thành người tiên phong trong việc nghiên cứu ghép tim chéo loài, trong đó bao gồm "hơn 150 ca ghép tạng ở cừu, dê, và khỉ đầu chó".
Một trái tim của khỉ đầu chó đã được sử dụng bởi vì không có thời gian để kiếm một trái tim người phù hợp. Nhiều bác sĩ phẫu thuật trước đây đã thử nghiệm cấy ghép tim khỉ đầu chó, khiến cho một số người suy đoán rằng khỉ đầu chó thậm chí có thể được nuôi trong tương lai để phục vụ cho những mục đích như thế. Khi được hỏi lý do tại sao ông đã chọn một con khỉ đầu chó chứ không phải một động vật linh trưởng có quan hệ mật thiết với con người hơn trên cây tiến hóa, ông trả lời: "Tôi không tin vào sự tiến hóa". Mặc dù Flae qua đời chỉ trong vòng 1 tháng sau ca ghép, nhưng em đã sống được thêm nhiều tuần lâu hơn những người được ghép tim từ loài không phải người trước đó.

## Vấn đề đạo đức
Ca phẫu thuật đã trở thành đề tài cho một cuộc tranh luận rộng lớn về đạo đức và pháp lý, nhưng sự chú ý mà nó tạo ra được cho là đã mở đường cho Bailey thực hiện việc ghép tim cho trẻ sơ sinh thành công đầu tiên một năm sau đó. Ca ghép của Baby Fae, và vai trò của Bailey trong đó, là một đối tượng nghiên cứu phổ biến trong lĩnh vực y đức. Bailey đã không tìm một trái tim người cho Fae. Đã có những câu hỏi về việc liệu rằng bậc cha mẹ có được phép đưa con của mình làm tình nguyện viên để thử nghiệm y tế, và liệu rằng cha mẹ của đứa bé đã được Barly cho biết đầy đủ thông tin chưa. Tuy nhiên, bởi vì mẹ của Fae không có bảo hiểm y tế, bà ấy đã không thể có khả năng chi trả cho ca ghép tim. Mặt khác, ca ghép dị chủng này đã được cung cấp miễn phí.
Vụ việc tiếp tục được tranh luận xa hơn về tỷ lệ rủi ro/lợi ích mà nên được xem xét về mặt đạo đức khi thực hiện các liệu pháp thử nghiệm trên những đối tượng là con người. Charles Krauthammer, viết trên tạp chí Time, đã nói rằng vụ Baby Fae là hoàn toàn trong lĩnh vực thử nghiệm và là "một sự mạo hiểm trong y đức". Cuối cùng, Hiệp hội Y khoa Hoa Kỳ và những tạp chí y khoa hàng đầu đã chỉ trích Bailey, kết luận rằng việc ghép dị chủng chỉ nên được thực hiện như là một phần của chương trình nghiên cứu có phương pháp với những tiêu chuẩn so sánh từ các thử nghiệm lâm sàng ngẫu nhiên. Giá trị pháp lý của sự đồng ý có được trong trường hợp của Baby Fae cũng đã bị chỉ trích rộng rãi. Bailey ban đầu đã khẳng định rằng ông có được sự đồng ý sau một cuộc thảo luận dài với người mẹ và bố của cô bé. Tuy nhiên, sau đó sự việc được phơi bày rằng người bố đã không có mặt tại thời điểm của thỏa thuận. Các thông tin trong biểu mẫu đồng ý cũng đã bị thay đổi so với lúc ban đầu mà người mẹ đã nhìn thấy. Cụm từ ban đầu nói rằng việc phẫu thuật có thể có khả năng kéo dài tuổi thọ bé Fae 'lâu dài'. Mặc dù tên đầy đủ của Fae đã không được công bố tại thời điểm phẫu thuật, chính người mẹ đã tiết lộ cái tên vào năm 1997.

## Văn hóa đại chúng
Bài hát "The Boy in the Bubble" của Paul Simon trong album năm 1986 Graceland, có nhiều liên quan đến cô bé trong ca từ. "Medicine is magical and magical is art / Thinking of the Boy in the Bubble / And the baby with the baboon heart" (tạm dịch: Y thuật là ảo thuật và ảo thuật là nghệ thuật / Nhớ về Cậu bé trong cái bong bóng (ám chỉ bộ phim The Boy in the Plastic Bubble) / Và đứa trẻ với trái tim khỉ đầu chó".